# ファブリ・ペロー干渉計

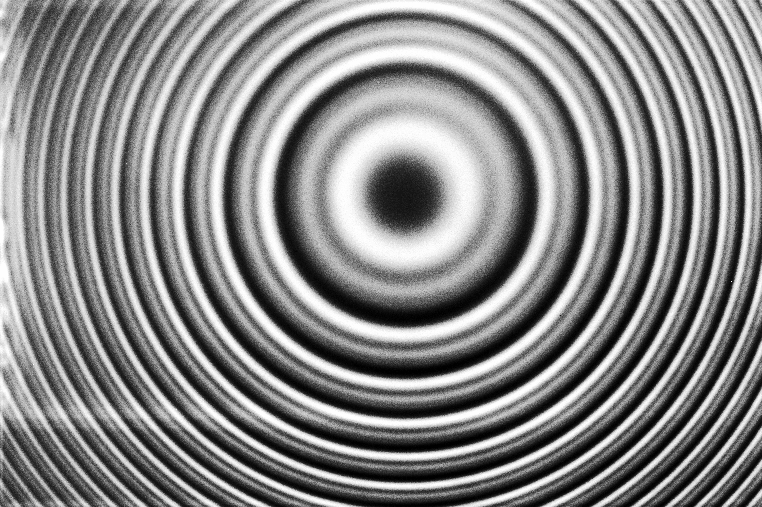
ファブリ・ペロー干渉計による干渉縞。微細構造が見てとれる。光源は冷却重水素ランプ。

光学において、ファブリ・ペロー干渉計（ファブリ・ペローかんしょうけい、英: Fabry–Pérot interferometer）もしくはファブリ・ペローのエタロン (英: etalon) は、2つの部分反射面をもつ透明板や2つの平行な半透鏡からなる機器である。その透過波長スペクトルは共振波長に大きな透過率のピークを示す。シャルル・ファブリとアルフレッド・ペローに因み命名された。「エタロン」とは「測定器」や「標準」を意味するフランス語: étalonから来ている。
エタロンは通信技術やレーザー技術、分光技術などにおいて光の波長を制御・測定するために広く応用されている。近年、技術の進歩により非常に精密に調整されたファブリ・ペロー干渉計の作成が可能となっている。正確には、反射面の間の距離を調整できる構造のものを干渉計、調節できない構造のものをエタロンと呼ぶが、混同されることが多い。

## 基本的説明

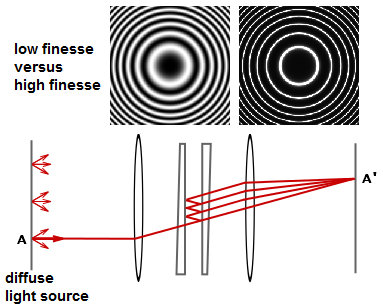
わずかに楔形をした2つの部分反射板からなるファブリ・ペロー干渉計の模式図。楔角は大きく誇張されており、実際にはゴーストを避けるために数分の一度程度に抑える必要がある。低フィネスの像と高フィネスの像はそれぞれ反射率 4%（裸ガラス）と 95% に対応する。

ファブリ・ペロー干渉計の心臓部は数マイクロメートルから数センチメートル離れて向いあう、部分的に光を反射する光学的平面ガラスのペアである（または、エタロンの場合は2つの平行な反射面を持つ1枚の板である）。干渉計に使われる平面ガラスは裏面が作る干渉縞を抑えるために楔形をしていることが多い。また、裏面に無反射コーティングを施すことも多い。
多くの干渉計では、散乱光源をコリメーターレンズの焦平面に置く。平面ガラスペアの後ろには、集束レンズを平面ガラスがなかったら光源の反転像が生じるように、つまり光源上のある点から発した全ての光がスクリーン上の一点に集まるように置く。右図には光源上のある点から発する光線を1つだけ赤線で示してある。光線は平面ガラスペアを通過する際に何度も反射されていくつもの光線に分かれ、これらの光線が集束レンズによりスクリーン上の点 A′ に集められる。完全な干渉パターンが生じた際には複数の同心円が現れる。同心円の太さは平面の反射率によって決まる。反射率が高ければQ値は高くなり、単色光の場合は細く明るい干渉環が暗い背景に現れる。Q値の高いファブリ・ペロー干渉計は、「フィネス」が高いと表現される。

## 応用

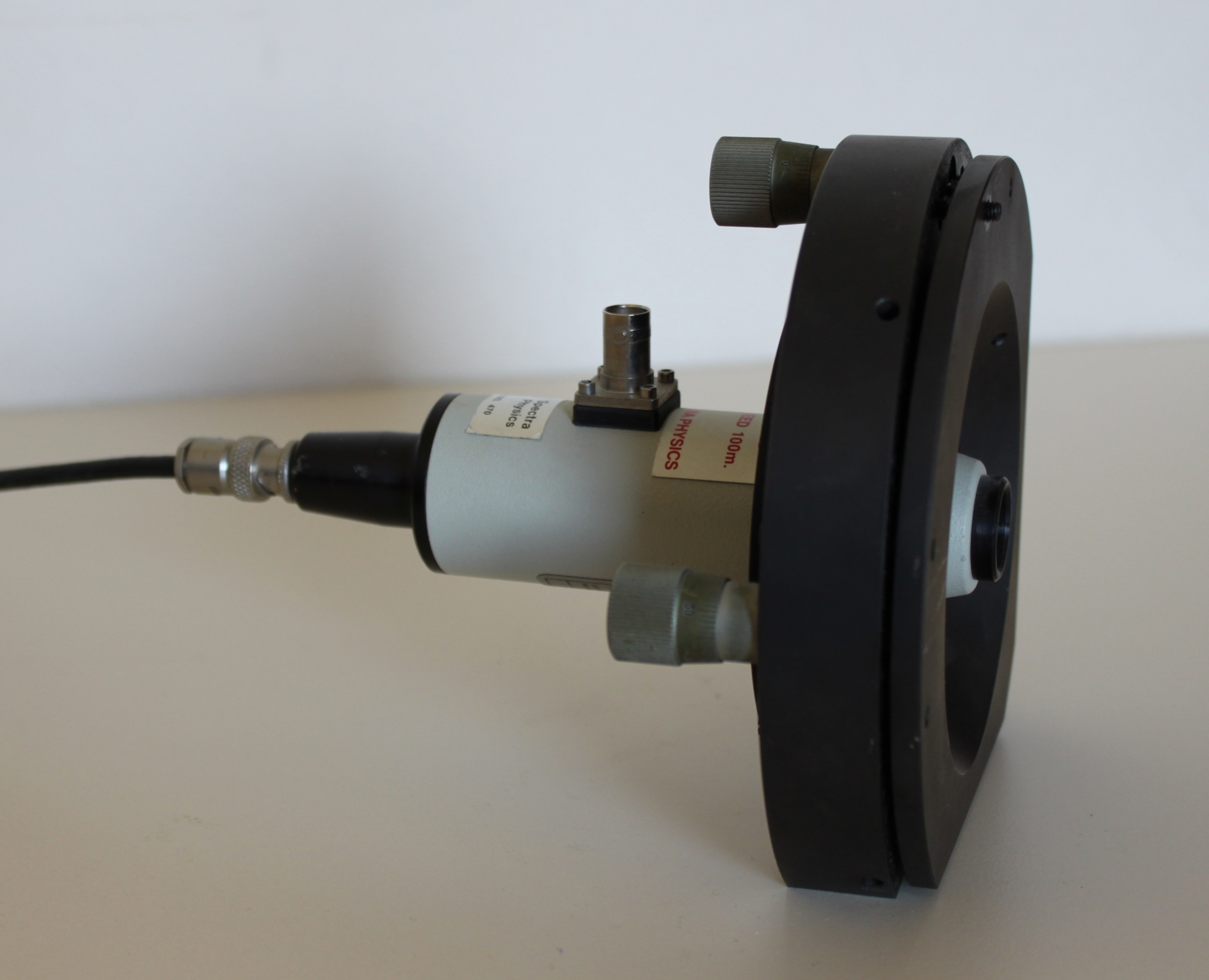
市販のファブリ・ペロー干渉計

- 通信分野では光波長多重通信用のアド・ドロップマルチプレクサ（英語版）として石英ガラスまたはダイヤモンド製のエタロンが使われている。これらは 2 mm 程度の玉虫色の立方体で、小さな高精度ラックに収められている。材質は温度が変化しても反射面間の距離を一定に維持し、周波数を一定に保つように選ばれる。このため、熱伝導率が高くかつ熱膨張率は小さいダイヤモンドが好まれる。2005年には、エタロンとして機能する光ファイバーを用いる通信機器会社も出てきている。これにより、設置時や冷却に関する手間が大きく削減される。
- ダイクロイックフィルタは光学的平面上に真空蒸着を用いてエタロン層を積層して作られる。このような光学フィルターは吸収フィルターよりも反射帯域および通過帯域が正確であることが多い。カットすべき光を吸収フィルターと違って反射するため、適切に設計すれば温度が上りにくい。ダイクロイックフィルタは光源やカメラ、天体望遠鏡、レーザー系などの光学装置に広く用いられている。
- 光波長計（英語版）や一部の光スペクトルアナライザ（英語版）は、光の波長を高い精度で決定するために様々な波長域用のファブリ・ペロー干渉計を用いている。
- レーザー共振器はしばしばファブリ・ペロー共振器と呼ばれる。しかし多くの場合で片側の反射面の反射率はほぼ100%であり、ファブリ・ペロー干渉計よりはジル・トルノア干渉計に近い。半導体ダイオードレーザーには、チップの端面をコーティングすることが難しいために真のファブリ・ペロー構成が用いられることもある。量子カスケードレーザーでは活性領域のゲインが高いため、レーザー発振を維持するために端面をコーティングする必要がなく、ファブリ・ペロー共振器が用いられることが多い[6]。
- シングルモードレーザーを得るために、レーザー共振器の内部にエタロンを置くことも多い。エタロンが無い場合、一般的にはレーザーはファブリ・ペロー干渉計と似た複数のキャビティモードに対応する波長域にわたる光を発生させる。ここでレーザーキャビティに慎重に選んだフィネスとフリースペクトル領域のエタロンを挿入すると、一つを除いたキャビティモードを全て抑制することができ、マルチモードレーザーをシングルモードレーザーにすることができる。
- ファブリ・ペローのエタロンは、レーザー吸収分光法（英語版）、特にキャビティリングダウン分光法（英語版） において、相互作用長を引き伸ばす用途に用いることもある。
- ファブリ・ペローのエタロンは通常の分光器では輝線が互いに近すぎて観測できないゼーマン効果をも観測できる分光器として用いられることがある。
- 天文学において、エタロンは単一の輝線を選んで撮像するために用いられる。最もよく用いられる対象は太陽のHα線である。太陽のCa-K線もエタロンを用いて撮像することが多い。
- 重力波検出器においては、光子を光速で片道ミリ秒かかるような長いファブリ・ペローキャビティに貯めることがある。これにより重力波が光と相互作用する時間を長くとることができ、低周波における感度が向上する。この原理を用いて、LIGOやVirgo干渉計などの検出器ではマイケルソン干渉計の両腕を数キロメートルにわたるファブリ・ペローキャビティにより構成している。「クリーナ」と呼ばれるより小さなキャビティもメインレーザーの空間フィルタリング（英語版）および周波数安定化のために使われる。

## 理論

### 共振損失、出力結合光、共振周波数、スペクトル線形状
ファブリ・ペロー共振器のスペクトル応答は入射光と共振器内で反射を繰り返す光との干渉に基いている。これら二つの光の位相が一致した場合、強めあう干渉が起こり、共振器内の光は増強される。位相が一致していない場合、共振器内に蓄えられるのは入射光の一部のみである。この結果、透過光は入射光に比べてスペクトルが変化している。
幾何学的な距離 ℓ をおいて対向する二枚の鏡の間に、屈折率 n の均一な媒質が満たされているファブリ・ペロー共振器に光が直角に入射するものとする。共振器内の往復時間を tRT、真空中の光速を c0、媒質中の光速を c = c0/n とすると、自由スペクトル領域 ΔνFSR は以下のように求められる。
{\displaystyle t_{\text{RT}}={\frac {1}{\Delta \nu _{\text{FSR}}}}={\frac {2\ell }{c}}}
鏡 i における振幅反射率 ri および強度反射率 Ri の間には以下の関係式が成り立つ。
{\displaystyle r_{i}^{2}=R_{i}}
その他の共振損失はないものとすると、共振器内における光子の減衰時定数 τc は次のように与えられる。
{\displaystyle {\frac {1}{\tau _{\mathrm {c} }}}={\frac {-\ln {(R_{1}R_{2})}}{t_{RT}}}}
片道分の位相シフト量を ϕ(ν) とすると、周波数 ν の光において往復時間 tRT 中に蓄積する位相シフト量について次が成り立つ。
{\displaystyle 2\phi (\nu )=2\pi \nu t_{RT}.}
共鳴は一往復後の光が強め合う干渉を示す場合に起こる。共鳴モードの指数を正負の整数 q とすると、対応する共鳴周波数 νq および共鳴波数kq について次が成り立つ。
{\displaystyle \nu _{q}=q\Delta \nu _{\text{FSR}}\Rightarrow k_{q}={\frac {2\pi q\Delta \nu _{\text{FSR}}}{c}}}
符号の反転したモード {\displaystyle \pm q} および {\displaystyle \pm k} は、周波数の絶対値 |νq| は同じであるが、光の進行方向が逆であることを示す。
周波数 νq の入射振幅を Eq, s とすると、減衰時定数 τc での減衰はフェーザ表示を用いて次のように表わされる
{\displaystyle E_{q}(t)=E_{q,\mathrm {s} }e^{i2\pi \nu _{q}t}e^{-{\frac {t}{2\tau _{c}}}}}
この電場振幅をフーリエ変換すると、周波数領域における振幅が次のように得られる。
{\displaystyle {\tilde {E}}_{q}(\nu )=\int _{-\infty }^{+\infty }E_{q}(t)e^{-i2\pi \nu t}\,dt=E_{q,s}{\frac {1}{(2\tau _{c})^{-1}+i2\pi (\nu -\nu _{q})}}}
これを規格化して周波数積分が 1 となるように変換すると、次を得る。
{\displaystyle {\tilde {\gamma }}_{q}(\nu )={\frac {1}{\tau _{c}}}\left|{\frac {{\tilde {E}}_{q}(\nu )}{E_{q,\mathrm {s} }}}\right|^{2}={\frac {1}{\tau _{c}}}{\frac {1}{(2\tau _{c})^{-2}+4\pi ^{2}(\nu -\nu _{q})^{2}}},}
ローレンツィアンスペクトル形状の半値全幅 (FWHM) Δνc を用いると、以下のように書き直せる。
{\displaystyle \Delta \nu _{c}={\frac {1}{2\pi \tau _{c}}}\Rightarrow {\tilde {\gamma }}_{q}(\nu )={\frac {1}{\pi }}{\frac {\Delta \nu _{c}/2}{(\Delta \nu _{c}/2)^{2}+(\nu -\nu _{q})^{2}}}}
ピーク高を 1 となるように規格化すると、次のローレンツィアン線を得る。
{\displaystyle \gamma _{q,\mathrm {L} }(\nu )={\frac {\pi }{2}}\Delta \nu _{c}{\tilde {\gamma }}_{q}(\nu )={\frac {(\Delta \nu _{c}/2)^{2}}{(\Delta \nu _{c}/2)^{2}+4(\nu -\nu _{q})^{2}}}.}
全ての q について上記のフーリエ変換を行えば、共振器の完全なモードスペクトルが得られる。
線幅 Δνc と自由スペクトル領域 ΔνFSR は周波数に依存しないことから、波長空間では線幅が適切に定義できず、自由スペクトル領域は波長に依存してしまうことから、ファブリ・ペロー共振器の解析は周波数空間で行うのが自然である。

### 一般エアリー分布: 内部共鳴増強因子

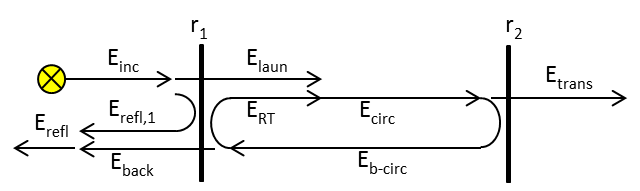
ファブリ・ペロー共振器内の電場振幅。電場反射率はそれぞれ r_{1}, r_{1} である。鏡 1 に電場 E_{inc} が入射した際の特徴的電場を表示してある。E_{refl,1} は鏡 1 で最初に反射される電場、E_{laun} は鏡 1 から内部に透過した電場、E_{circ} および E_{b-circ} は共振器中を循環する電場のそれぞれ前進成分と後進成分、E_{RT} は共振器内を一往復した後に再度共振器内に反射される電場、E_{trans} は鏡 2 を透過する電場、E_{back} は鏡 1 を透過する光、E_{refl} は後方に反射される総電場を表わす。干渉は鏡 1 の左では E_{refl,1} と E_{back} との間で、右側では E_{laun} と E_{RT} との間で起こり、その結果それぞれ E_{refl} および E_{trans} となる。

ファブリ・ペロー共振器の応答を導出するのに最も簡単な方法は循環場アプローチである。このアプローチでは定常状態を仮定し、様々な電場の間の関係式をたてる（右図参照）。
共振器中を循環する電場 Ecirc と共振器内へ入射する電場 Ecirc との間には次のような関係式が成り立つ。
{\displaystyle E_{\text{circ}}=E_{\text{laun}}+E_{\text{RT}}=E_{\text{laun}}+r_{1}r_{2}e^{-i2\phi }E_{\text{circ}}\Rightarrow {\frac {E_{\text{circ}}}{E_{\text{laun}}}}={\frac {1}{1-r_{1}r_{2}e^{-i2\phi }}}}
共振器内の光による物理過程のみを考えると、入射光強度と循環光強度との比は一般エアリー分布として次のように導出される。
{\displaystyle A_{\text{circ}}={\frac {I_{\text{circ}}}{I_{\text{laun}}}}={\frac {\left|E_{\text{circ}}\right|^{2}}{\left|E_{\text{laun}}\right|^{2}}}={\frac {1}{\left|1-r_{1}r_{2}e^{-i2\phi }\right|^{2}}}={\frac {1}{\left({1-{\sqrt {R_{1}R_{2}}}}\right)^{2}+4{\sqrt {R_{1}R_{2}}}\sin ^{2}(\phi )}}}
Acirc は入射光に対する共振器による周波数の関数としての内部共鳴増強因子を表わす（右図参照）。共鳴周波数 νq においては sin(ϕ) = 0 となり、内部共鳴増強因子は次のようになる。
{\displaystyle A_{\text{circ}}(\nu _{q})={\frac {1}{\left(1-{\sqrt {R_{1}R_{2}}}\right)^{2}}}}

### その他のエアリー分布

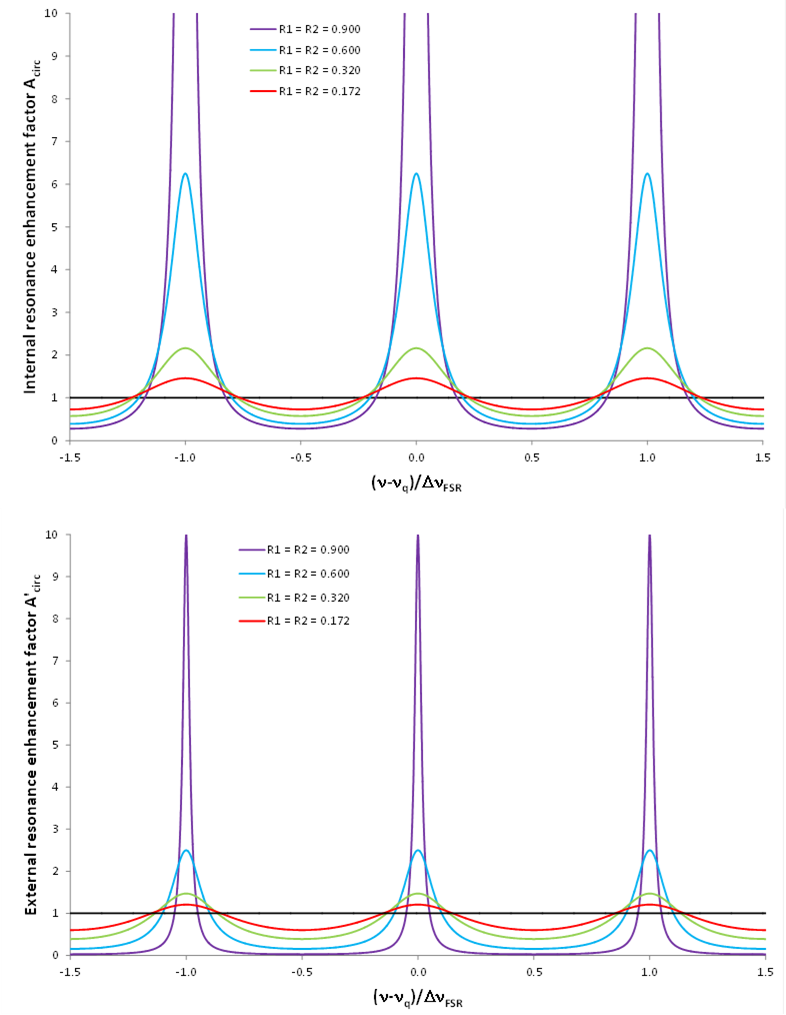
ファブリ・ペロー共振器による共鳴増強。上図: スペクトル依存内部共鳴増強因子。一般エアリー分布A_{circ} に等しい。共振器内へと透過した光はこの因子だけ共鳴により増強される。R_{1} = R_{2} = 0.9 の場合の曲線では、ピーク値は A_{circ}(ν_{q}) = 100 であり、図の上限を突破している。下図: スペクトル依存外部共鳴増強因子。エアリー分布 A′_{circ} に等しい。共振器に入射した光はこの因子だけ増強される。

内部共鳴増強因子、一般エアリー分布が導かれれば、その他のエアリー分布は単純にスケーリング因子により導かれる。共振器への透過光強度は鏡 1 への入射光強度の透過分であるから、次のように書ける。
{\displaystyle I_{\text{laun}}=\left(1-R_{1}\right)I_{\text{inc}}}
そして、鏡 2 の透過光と反射光、および鏡 1 の透過光は共振器内部で循環する光の透過・反射成分であるから、それぞれ次のように書ける。
{\displaystyle I_{\text{trans}}=\left(1-R_{2}\right)I_{\text{circ}},}
{\displaystyle I_{\text{b-circ}}=R_{2}I_{\text{circ}},}
{\displaystyle I_{\text{back}}=\left(1-R_{1}\right)I_{\text{b-circ}}}
したがって、共振器内への透過光 Ilaun に対するその他のエアリー分布 A および入射光 Iinc に対するエアリー分布 A′ は次のように書ける。
{\displaystyle A_{\text{circ}}={\frac {1}{R_{2}}}A_{\text{b-circ}}={\frac {1}{R_{1}R_{2}}}A_{\text{RT}}={\frac {1}{1-R_{2}}}A_{\text{trans}}={\frac {1}{1-R_{1}}}A_{\text{back}}={\frac {1}{1-R_{1}R_{2}}}A_{\text{emit}},}
{\displaystyle A_{\text{circ}}^{\prime }={\frac {1}{R_{2}}}A_{\text{b-circ}}^{\prime }={\frac {1}{R_{1}R_{2}}}A_{\text{RT}}^{\prime }={\frac {1}{1-R_{2}}}A_{\text{trans}}^{\prime }={\frac {1}{1-R_{1}}}A_{\text{back}}^{\prime }={\frac {1}{1-R_{1}R_{2}}}A_{\text{emit}}^{\prime },}
{\displaystyle A_{\text{circ}}^{\prime }=(1-R_{1})A_{\text{circ}}}
下付きの“emit”は共振器の両側から放射される総和強度を考慮したエアリー分布であることを表わす。
後方放射 Iback は、実際には最初の反射光と後方透過光とが干渉するため測定することができない。これらの干渉の結果、観測可能な光のエアリー分布は以下のように書ける。
{\displaystyle A_{\text{refl}}^{\prime }={\frac {I_{\text{refl}}}{I_{\text{inc}}}}={\frac {\left|E_{\text{refl}}\right|^{2}}{\left|E_{inc}\right|^{2}}}={\frac {\left({{\sqrt {R_{1}}}-{\sqrt {R_{2}}}}\right)^{2}+4{\sqrt {R_{1}R_{2}}}\sin ^{2}(\phi )}{\left({1-{\sqrt {R_{1}R_{2}}}}\right)^{2}+4{\sqrt {R_{1}R_{2}}}\sin ^{2}(\phi )}}}
いかなる周波数に対しても、どんな干渉があったとしてもエネルギーが保存することはすぐに示すことができる。
{\displaystyle A_{\text{trans}}^{\prime }+A_{\text{refl}}^{\prime }={\frac {I_{\text{trans}}+I_{\text{refl}}}{I_{\text{inc}}}}=1}
外部共鳴増強因子（右図参照）は以下のようになる
{\displaystyle A_{\text{circ}}^{\prime }={\frac {I_{\text{circ}}}{I_{inc}}}=(1-R_{1})A_{\text{circ}}={\frac {1-R_{1}}{\left({1-{\sqrt {R_{1}R_{2}}}}\right)^{2}+4{\sqrt {R_{1}R_{2}}}\sin ^{2}(\phi )}}}
共鳴周波数 νq においては sin(ϕ) = 0 が成り立つので、以下のように書ける。
{\displaystyle A_{\text{circ}}^{\prime }(\nu _{q})={\frac {1-R_{1}}{\left(1-{\sqrt {R_{1}R_{2}}}\right)^{2}}}}

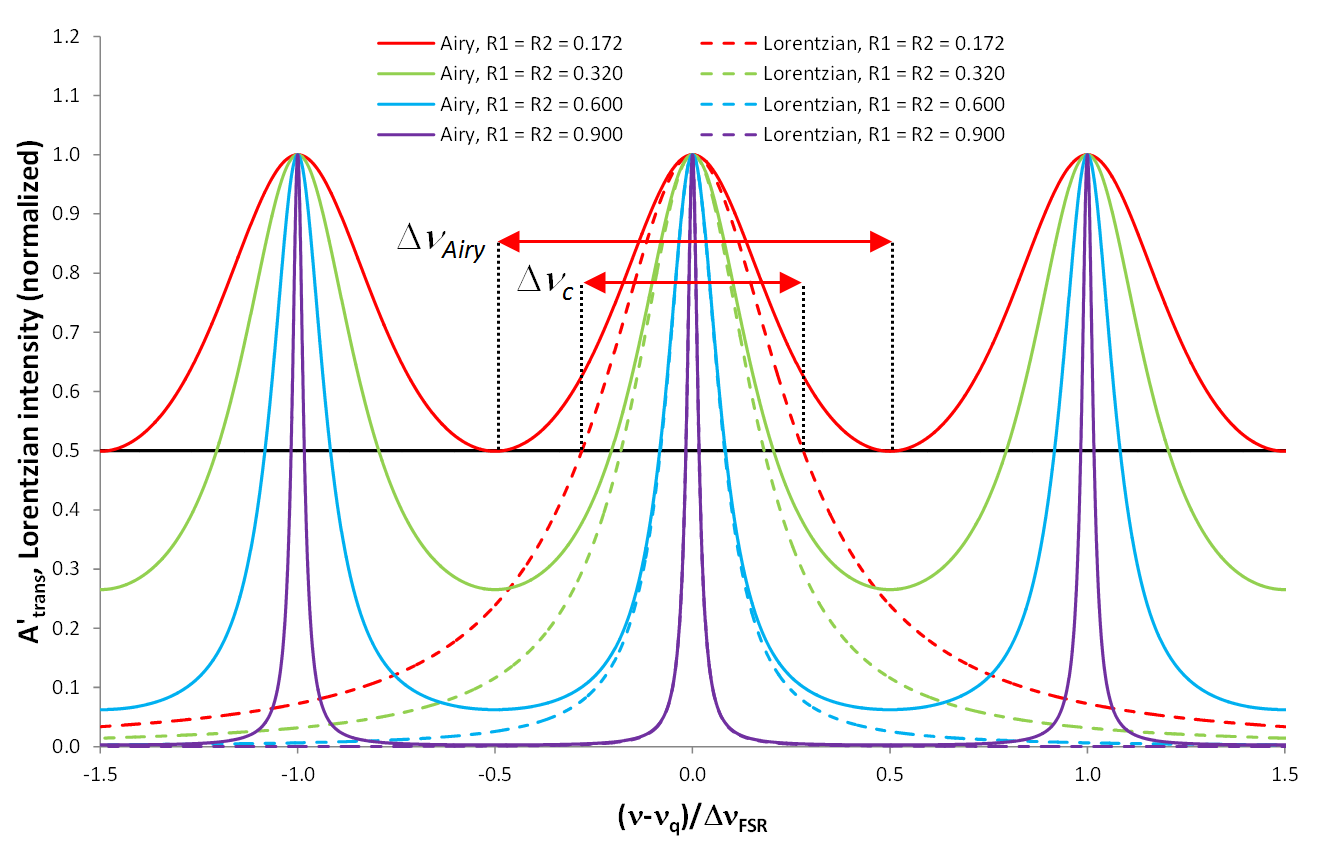
エアリー分布 R_{1} = R_{2} を満たす様々な反射率のファブリ・ペロー共振器の透過光に対応する A′_{trans}（実線）と、同じ反射率 R_{1} = R_{2} で計算した単一ローレンツィアン線（破線）。半値線（黒線）との交点を見ると、反射率が減るに従ってエアリー分布の半値全幅 ν_{Airy} はローレンツィアン線の半値全幅 ν_{c} に比べて拡大する様子が見てとれる。R_{1} = R_{2} = 0.9, 0.6, 0.32, 0.172 に対して、その比はそれぞれ ν_{Airy}/ν_{c} = 1.001, 1.022, 1.132, 1.717 となる。

通常、光はファブリ・ペロー共振器を透過する。したがって、よく適用されるエアリー分布は以下のものである。
{\displaystyle A_{\text{trans}}^{\prime }={\frac {I_{\text{trans}}}{I_{\text{inc}}}}=(1-R_{1})(1-R_{2})A_{\text{circ}}={\frac {(1-R_{1})(1-R_{2})}{\left({1-{\sqrt {R_{1}R_{2}}}}\right)^{2}+4{\sqrt {R_{1}R_{2}}}\sin ^{2}(\phi )}}}
これは光源から鏡 1 に入射する光の強度 Iinc に対する鏡 2 の透過光の強度 Itrans の比を表わす（右図参照）。この関数の νq におけるピーク値は
{\displaystyle A_{\text{trans}}^{\prime }(\nu _{q})={\frac {(1-R_{1})(1-R_{2})}{\left({1-{\sqrt {R_{1}R_{2}}}}\right)^{2}}}}
であり、R1 = R2 のときピーク値は 1 となる。
A′trans を循環場アプローチにより導出する場合、鏡を透過する光が eiπ/2 だけ位相シフトを受けることを考慮して以下のように導出される。
{\displaystyle E_{\text{circ}}=it_{1}E_{\text{inc}}+r_{1}r_{2}e^{-i2\phi }E_{\text{circ}}\Rightarrow {\frac {E_{\text{circ}}}{E_{\text{inc}}}}={\frac {it_{1}}{1-r_{1}r_{2}e^{-i2\phi }}},}
{\displaystyle E_{\text{trans}}=it_{2}E_{\text{circ}}e^{-i\phi }\Rightarrow {\frac {E_{\text{trans}}}{E_{\text{inc}}}}={\frac {-t_{1}t_{2}e^{-i\phi }}{1-r_{1}r_{2}e^{-i2\phi }}}}
{\displaystyle A_{\text{trans}}^{\prime }={\frac {I_{\text{trans}}}{I_{\text{inc}}}}={\frac {\left|E_{\text{trans}}\right|^{2}}{\left|E_{\text{inc}}\right|^{2}}}={\frac {\left|-t_{1}t_{2}e^{-i\phi }\right|^{2}}{\left|1-r_{1}r_{2}e^{-i2\phi }\right|^{2}}}={\frac {(1-R_{1})(1-R_{2})}{\left({1-{\sqrt {R_{1}R_{2}}}}\right)^{2}+4{\sqrt {R_{1}R_{2}}}\sin ^{2}(\phi )}}}
また、A′ は往復減衰アプローチを適用して、Einc が共振器に入射したのち無限回往復するうち、毎往復ごとに透過する電場を蓄積して Etrans となると考えて導出することもできる。最初に透過してきた電場は段々と減衰し、共振器中の各回目の透過電場は次の漸化式で表わせる。
{\displaystyle E_{{\text{trans}},1}=E_{\text{inc}}it_{1}it_{2}e^{-i\phi }=-E_{\text{inc}}t_{1}t_{2}e^{-i\phi },}
{\displaystyle E_{{\text{trans}},m+1}=E_{{\text{trans}},m}r_{1}r_{2}e^{-i2\phi }}
これを足し合わせるとこのようになる。
{\displaystyle \sum _{m=0}^{\infty }x^{m}={\frac {1}{1-x}}\Rightarrow E_{\text{trans}}=\sum _{m=1}^{\infty }E_{{\text{trans}},m}=E_{inc}{\frac {-t_{1}t_{2}e^{-i\phi }}{1-r_{1}r_{2}e^{-i2\phi }}}}
したがって Etrans / Einc は先述のアプローチによるものと同一となり、A′ も同一となる。

### モードプロファイルの和としてのエアリー分布
物理的には、エアリー分布は共振器の縦モードの和である。共振器内を循環する電場Ecirc から始めて、この電場が共振器の鏡の間で時間に対して指数関数的に減衰するようすをフーリエ変換して正規化するとスペクトル線形 q(ν) が得られる。これを往復時間 tRT で割ると循環電場の総和の縦分布と単位時間あたりの出力光のモードが得られる。
{\displaystyle \gamma _{q,{\text{emit}}}(\nu )={\frac {1}{t_{\text{RT}}}}{\tilde {\gamma }}_{q}(\nu )}
これを全ての縦モードについて総和をとると、
{\displaystyle \sum _{q=-\infty }^{\infty }\gamma _{q,{\text{emit}}}(\nu )={\frac {1-R_{1}R_{2}}{\left({1-{\sqrt {R_{1}R_{2}}}}\right)^{2}+4{\sqrt {R_{1}R_{2}}}\sin ^{2}(\phi )}}=A_{\text{emit}}}
となり、エアリー分布 Aemit と一致する。
単純なスケーリング因子により、個々のエアリー分布と γq, emit 他のモードプロファイルとの関係式が得られる。
{\displaystyle \gamma _{q,{\text{circ}}}={\frac {1}{R_{2}}}\gamma _{q,{\text{b-circ}}}={\frac {1}{R_{1}R_{2}}}\gamma _{q,{\text{RT}}}={\frac {1}{1-R_{2}}}\gamma _{q,{\text{trans}}}={\frac {1}{1-R_{1}}}\gamma _{q,{\text{back}}}={\frac {1}{1-R_{1}R_{2}}}\gamma _{q,{\text{emit}}},}
{\displaystyle \gamma _{q,{\text{circ}}}^{\prime }={\frac {1}{R_{2}}}\gamma _{q,{\text{b-circ}}}^{\prime }={\frac {1}{R_{1}R_{2}}}\gamma _{q,{\text{RT}}}^{\prime }={\frac {1}{1-R_{2}}}\gamma _{q,{\text{trans}}}^{\prime }={\frac {1}{1-R_{1}}}\gamma _{q,{\text{back}}}^{\prime }={\frac {1}{1-R_{1}R_{2}}}\gamma _{q,{\text{emit}}}^{\prime },}
{\displaystyle \gamma _{q,{\text{circ}}}^{\prime }=(1-R_{1})\gamma _{q,{\text{circ}}}}

### ファブリ・ペロー共振器の特徴付け: ローレンツィアン線幅とフィネス
スペクトル分解能に関するテイラーの基準では、個々のピークが半値において交われば分解能があるとする。光がファブリ・ペロー共振器内へ透過するとき、エアリー分布を計測するとファブリ・ペロー共振器の総損失をローレンツィアン線幅 Δνc（下図青線）と自由スペクトル領域との比を再計算することにより計算することができる。

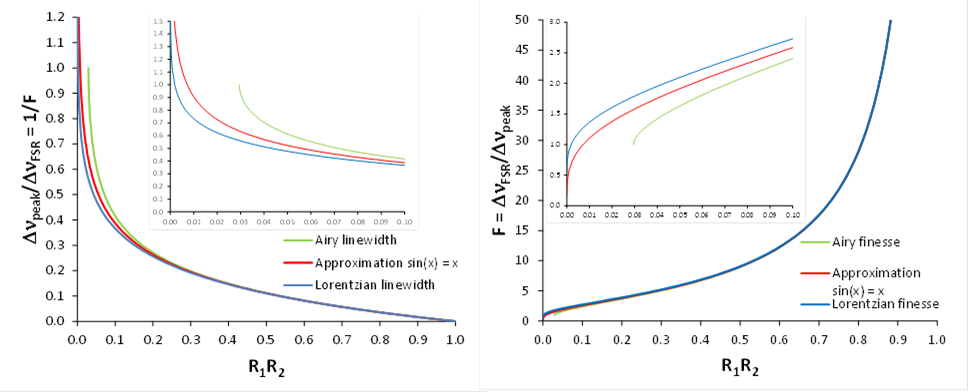
ファブリ・ペロー共振器におけるローレンツィアン線幅とフィネス、およびエアリー線幅とフィネスの関係。左図: 相対ローレンツィアン線幅 Δν_{c} / Δν_{FSR}（青線）および相対エアリー線幅 Δν_{Airy} / Δν_{FSR}（緑線）とその近似式（赤線）。右図: ローレンツィアンフィネス ℱ_{c}（青線）および、エアリーフィネス ℱ_{Airy}（緑線）とその近似式（赤線）。どちらも横軸は反射率 R_{1}R_{2}。エアリー線幅およびフィネスの厳密解（緑線）は Δν_{Airy} = Δν_{FSR}、すなわち ℱ_{Airy} = 1 において定義されなくなるが、近似解（赤線）は崩壊しない。インセットは領域 R_{1}R_{2} < 0.1 の拡大図。

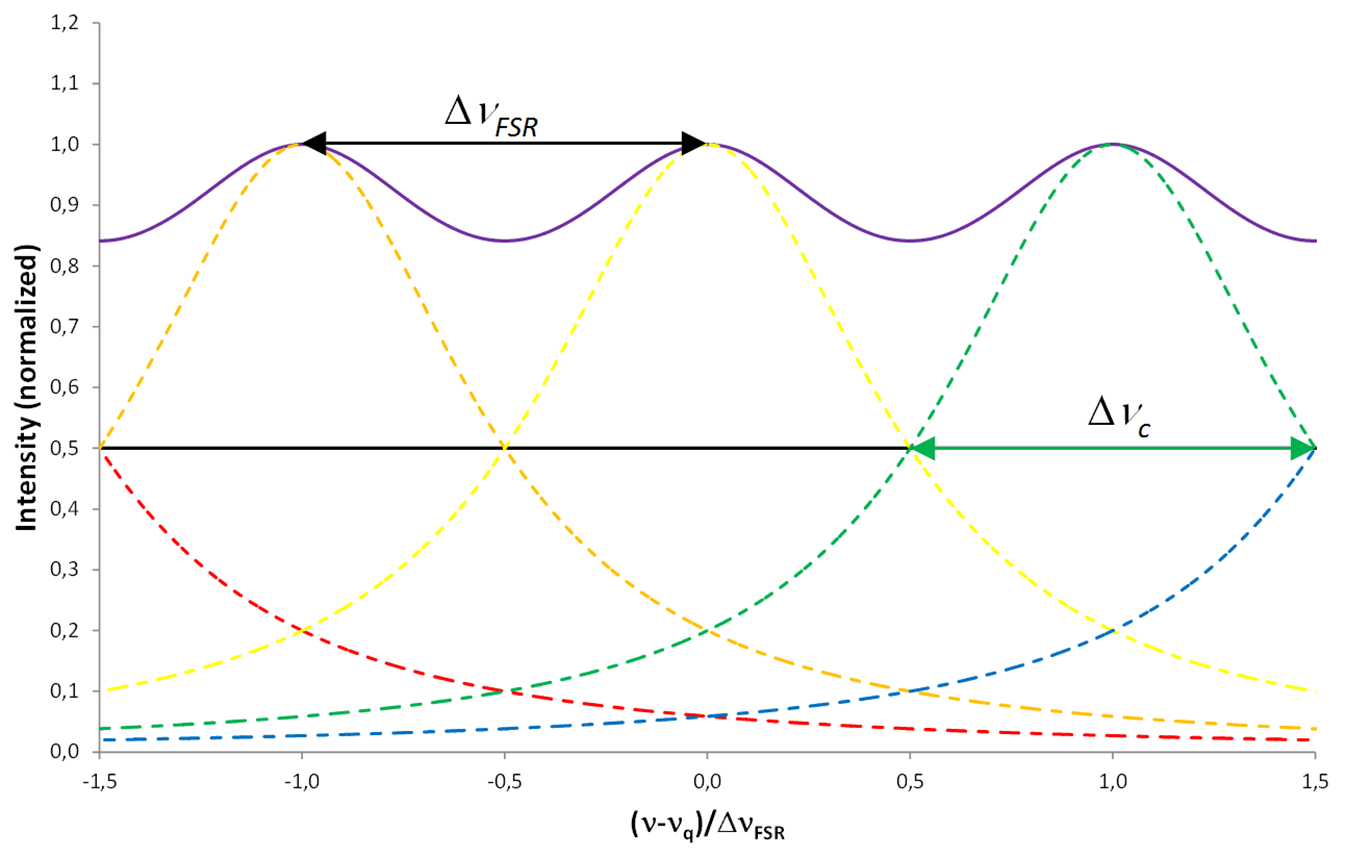
ファブリ・ペロー共振器のローレンツィアンフィネス ℱ_{c} の物理的な意味。R_{1} = R_{2} ≈ 4.32% の場合、すなわち Δν_{c} = Δν_{FSR} および ℱ_{Airy} = 1 が成り立ち、隣接するローレンツィアンピーク（破線、図の見易さのため5つのみ表示）同士が半値（黒線）において交わり、エアリー分布（紫実線）二つのピークの分解能に関するテイラーの基準が成り立つ際を表示してある。

ローレンツィアンピークがテイラーの基準に従えば分解能がある（右図参照）。したがって、ファブリ・ペロー共振器のローレンツィアンフィネスは次のように定義される。
{\displaystyle {\mathcal {F}}_{c}={\frac {\Delta \nu _{\text{FSR}}}{\Delta \nu _{c}}}={\frac {2\pi }{-\ln(R_{1}R_{2})}}.}
これは上図の青線にあたる。ローレンツィアンフィネス ℱc は、エアリー分布を構成するローレンツィアンピークがどれほどの分解能を持つかという物理的に重要な意味を持つ。式
{\displaystyle \Delta \nu _{c}=\Delta \nu _{FSR}\Rightarrow R_{1}R_{2}=e^{-2\pi }\approx 0.001867}
が成り立つ点において ℱc = 1 が成り立ち、単純エアリー分布のスペクトル分解能に関するテイラーの基準が限界に達する。二つの鏡の反射率が同一であれば、この点は R1 = R2 ≈ 4.32% の時に相当する。したがって、この点まではファブリ・ペロー共振器のエアリー分布を構成するローレンツィアンピークの幅を、測定されたエアリー分布から求めることができる。

### ファブリ・ペロー共振器の掃引: エアリー線幅とエアリーフィネス

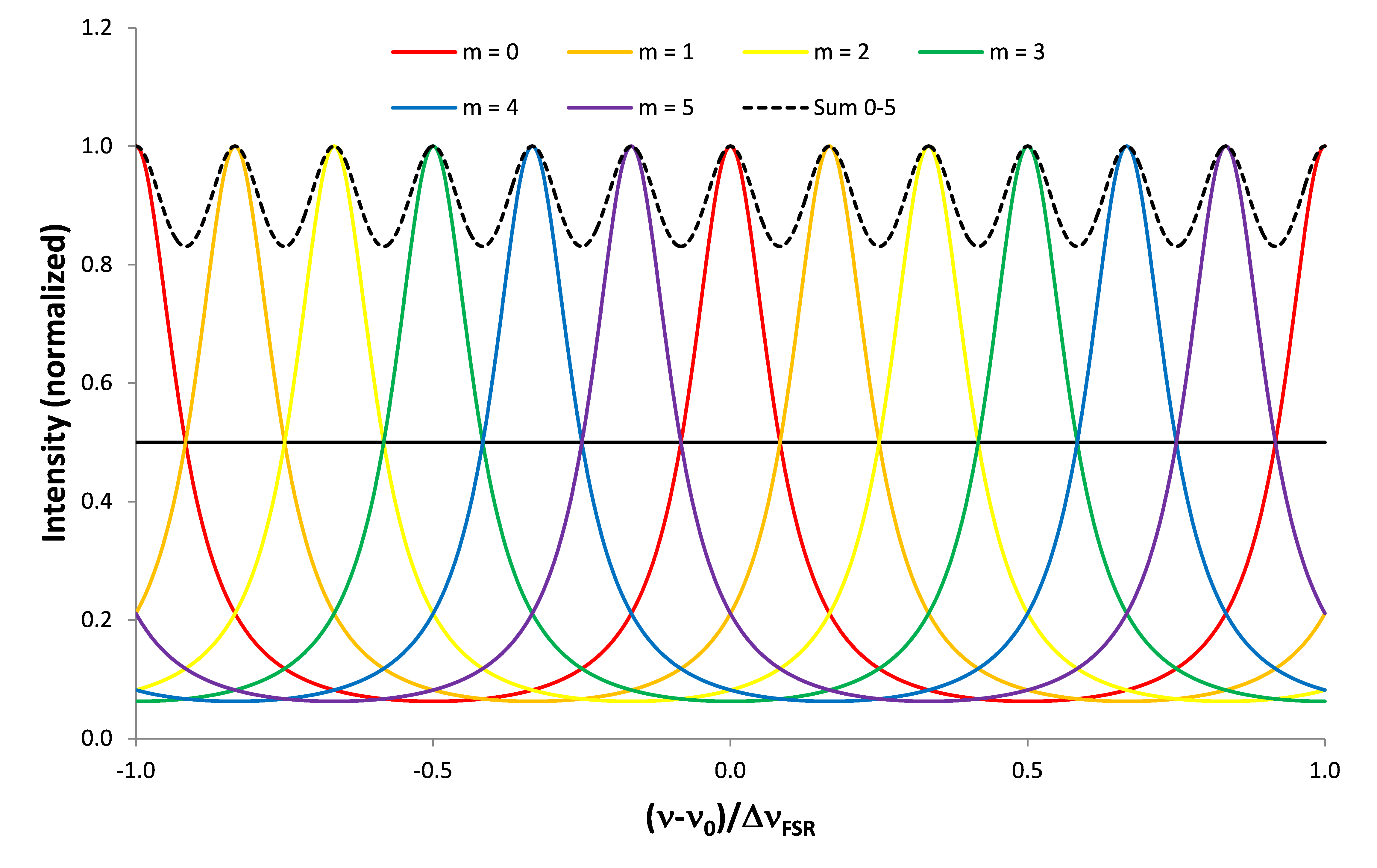
エアリーフィネス ℱ_{Airy} の物理的意味。ファブリ・ペロー長（もしくは入射角）を掃引する際、個々の周波数の信号ごとにエアリー分布（各色付き線）が生じる。実験で観測されるのは個々のエアリー分布の総和（黒破線）である。m を整数とするとき、もし一連の周波数 ν_{m} = ν_{q} + mΔν_{Airy} の信号が入射するとき、隣接する周波数のエアリー分布同士は線幅 Δν_{Airy} だけ離れていれば分解能についてのテイラーの基準が成り立つ。分解可能な信号の最大数が ℱ_{Airy} である。この図に示す例では ℱ_{Airy} = 6 という整数値になるよう反射率を R_{1} = R_{2} = 0.59928 としてあるため、m = ℱ_{Airy} に対応する周波数 ν_{q} + ℱ_{Airy}Δν_{Airy} =ν_{q} + Δν_{FSR} の信号は ν_{q} の信号と一致する。この例では、最大数である6つの信号がテイラーの基準に鑑みて分解可能であることを示している。

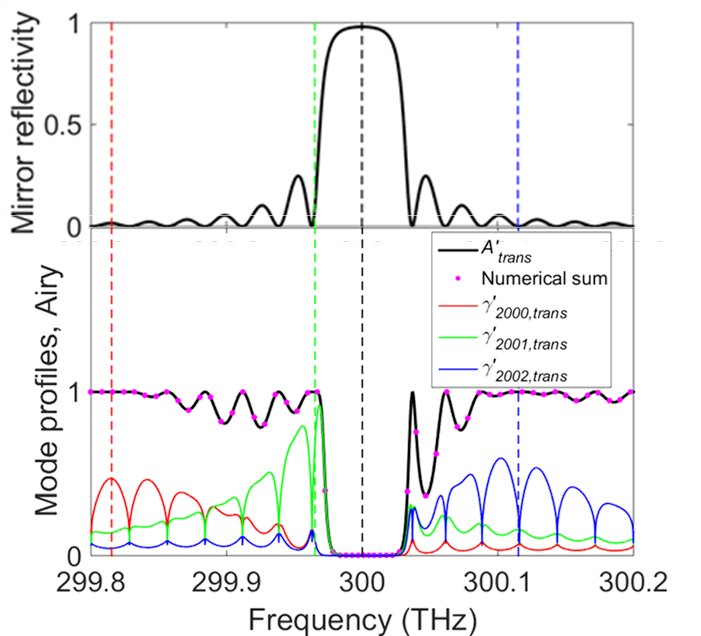
周波数に依存する反射率（上図）を持つ鏡を用いたファブリ・ペロー共振器の例。下図にはモード指数 q = 2000, 2001, 2002 の歪んだモードプロファイル γ′_{q, trans} と、六百万個のモードプロファイルを足し合わせたもの（ピンク色、数ヶ所の周波数に限り点で示す）、およびエアリー分布 A′ を示す。縦破線は反射率（黒）および個々のモード（色付き）の最大値の場所を示す。

ファブリ・ペロー共振器を掃引干渉計として用いる場合、つまり共振器の長さ（もしくは入射角）を掃引しつつ用いるとき、ある自由スペクトル領域内のいくつかのピークを光学上見わけることができる。複数の周波数に対応するそれぞれのエアリー分布 A′trans(ν) を分解する必要がある。したがって、この場合はエアリー分布が構成関数となり、観測されるのはいくつものエアリー分布の総和となる。この状況を適切に定量するために用いられるべきパラメータはエアリー線幅 ΔνAiry とエアリーフィネス ℱAiry である。エアリー分布 A′trans(ν) の半値全幅 ΔνAiry は以下のように計算される。
{\displaystyle \Delta \nu _{\text{Airy}}=\Delta \nu _{\text{FSR}}{\frac {2}{\pi }}\left({\frac {1-{\sqrt {R_{1}R_{2}}}}{2{\sqrt[{4}]{R_{1}R_{2}}}}}\right)}
エアリー線幅 ΔνAiry は、線幅とフィネスに関する上図においては緑線で表わされている。
ΔνAiry = ΔνFSR のとき（エアリー分布 A′trans の図における赤実線）よりも反射率 R1R2 が低い場合、エアリー分布のピークに半値全幅を定義できなくなる。限界点は次が成り立つときである。
{\displaystyle \Delta \nu _{Airy}=\Delta \nu _{FSR}\Rightarrow {\frac {1-{\sqrt {R_{1}R_{2}}}}{2{\sqrt[{4}]{R_{1}R_{2}}}}}=1\Rightarrow R_{1}R_{2}\approx 0.02944}
二つの鏡の反射率が等しい場合、これは R1 = R2 ≈ 17.2% のときに相当する（エアリー分布 A′trans の図における赤実線）。
ファブリ・ペロー共振器のエアリー分布のフィネスは線幅とフィネスに関する上図においては右のグラフに緑線で、青線のローレンツィアンフィネス ℱc と共に表わされている。これは次のように定義される。
{\displaystyle {\mathcal {F}}_{Airy}={\frac {\Delta \nu _{FSR}}{\Delta \nu _{Airy}}}={\frac {\pi }{2}}\left[\arcsin \left({\frac {1-{\sqrt {R_{1}R_{2}}}}{2{\sqrt[{4}]{R_{1}R_{2}}}}}\right)\right]^{-1}}
ファブリ・ペロー共振器の長さ（もしくは入射角）を掃引する際、エアリーフィネスは自由スペクトル領域内に個々の周波数 νm に対応するエアリー分布が、隣同士の半値全幅が重ならず、分光学上曖昧さなく区別できるようにいくつ入れるかの最大数を表わす（エアリーフィネスの意味に関する右図を参照）。この定義は分光器の分解能に関するテイラーの基準と整合する。半値全幅は {\displaystyle \Delta \nu _{Airy}=\Delta \nu _{FSR}} において定義できなくなるので、エアリーフィネスは {\displaystyle {\mathcal {F}}_{Airy}=1} までしか定義できない（上図参照）。
A′trans からエアリー線幅 ΔνAiry を導く際、sin(φ) ≈ φ とする不必要な近似がよく用いられる。先述の厳密解とは異なり、この近似式は以下のようになる。
{\displaystyle \Delta \nu _{Airy}\approx \Delta \nu _{FSR}{\frac {1}{\pi }}{\frac {1-{\sqrt {R_{1}R_{2}}}}{\sqrt[{4}]{R_{1}R_{2}}}}\Rightarrow {\mathcal {F}}_{Airy}={\frac {\Delta \nu _{FSR}}{\Delta \nu _{Airy}}}\approx \pi {\frac {\sqrt[{4}]{R_{1}R_{2}}}{1-{\sqrt {R_{1}R_{2}}}}}.}
上図では赤線で表わしたこの近似式は、低反射率領域において正しい曲線と解離し、 {\displaystyle \Delta \nu _{Airy}>\Delta \nu _{FSR}} においても破綻しない。この近似はエアリーフィネスを計算する場合にも用いられることが多い。

### 周波数依存反射率
より一般のファブリ・ペロー共振器の場合、鏡の反射率が全ての周波数で同じとは見做せないこともあるが、ここまでの方程式は減衰時定数 τc(ν) と線幅 Δνc(ν) が周波数の局所関数となる以外は成り立つ。この場合においてもエアリー分布は全てのモードプロファイルの総和となるが、各モードプロファイルは強く歪曲される。 エアリー分布 A′trans と幾つかの構成モードプロファイル γ′q, trans {\displaystyle \gamma _{q,trans}^{\prime }(\nu )} の例を右図に示す。

### 波長領域におけるファブリ・ペロー共振器の記述

ファブリ・ペローのエタロン。エタロンに入射する光は多重内部反射を受け、反射および透過する。

エタロンの透過率の波長依存性は、2つの反射面の間で多重に反射された光同士の干渉により引き起こされる。これらの光の位相が合えば、透過光に強め合う干渉が起こりエタロンの高透過率ピークが生じる。透過光の位相が逆位相となれば、弱め合う干渉が起こり透過率の谷が生じる。多重反射光の位相が合うかどうかは光の（真空中での）波長 (λ) エタロンを通過する光の角度 (θ) エタロンの厚さ (ℓ) そして反射面の間の材質の屈折率 (n) によって決まる。
隣りあう透過光（たとえば図のT2 - T1）の間の位相差 δ は下式で与えられる。
{\displaystyle \delta =\left({\frac {2\pi }{\lambda }}\right)2n\ell \cos \theta }
両方の反射面が同じ反射率 R をもつとすると、エタロンの透過係数は次のように表わされる。
{\displaystyle T_{\mathrm {e} }={\frac {(1-R)^{2}}{1-2R\cos \delta +R^{2}}}={\frac {1}{1+F\sin ^{2}\left({\frac {\delta }{2}}\right)}}}
ここで、
{\displaystyle F={\frac {4R}{(1-R)^{2}}}}
は「フィネス係数」である。

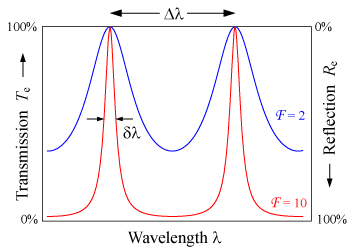
エタロンの透過係数の波長依存性。高フィネスエタロン（赤線）は低フィネスエタロン（青線）に比べて鋭いピークを示し、最低値も小さい。

透過率が最大 (Te = 1) となるのは、各透過光の光路長差 (2nlcosθ) が波長の整数倍となるときである。吸収は無いものとすると、エタロンの反射係数 Re と透過係数は相補的、つまり Te + Re = 1 となる。最大反射率は以下のように与えられる。
{\displaystyle R_{\max }=1-{\frac {1}{1+F}}={\frac {4R}{(1+R)^{2}}}}
また、反射率が最大となるのは光路長差が波長の半整数倍になったときである。
隣合う透過率ピーク間の波長差 Δλ は自由スペクトル領域（英: Free Spectral Range, FSR）と呼ばれ、以下のように与えられる。
{\displaystyle \Delta \lambda ={\frac {\lambda _{0}^{2}}{2n_{\mathrm {g} }\ell \cos \theta +\lambda _{0}}}\approx {\frac {\lambda _{0}^{2}}{2n_{\mathrm {g} }\ell \cos \theta }}}
ここで、 λ0 は最近傍の透過率ピークの中心波長であり、 ng は群屈折率である。FSRと半値全幅 δλ との関係はフィネスによって以下のように与えられる。
{\displaystyle {\mathcal {F}}={\frac {\Delta \lambda }{\delta \lambda }}={\frac {\pi }{2\arcsin \left({\frac {1}{\sqrt {F}}}\right)}}}
この式は R > 0.5 のとき以下のように近似することが多い。
{\displaystyle {\mathcal {F}}\approx {\frac {\pi {\sqrt {F}}}{2}}={\frac {\pi R^{\frac {1}{2}}}{1-R}}}
2つの反射面が同一でなかった場合、フィネスは以下のようになる。
{\displaystyle {\mathcal {F}}\approx {\frac {\pi (R_{1}R_{2})^{\frac {1}{4}}}{1-(R_{1}R_{2})^{\frac {1}{2}}}}}
フィネスが高いエタロンは透過率ピークが鋭く透過率の最低値も低い。入射角が斜めの場合、R はフレネルの式で与えられ、一般にはs偏光とp偏光で異ることからフィネスも入射光の偏光に依存する。
ファブリ・ペロー干渉計とファブリ・ペローのエタロンとの違いは反射面間の距離 ℓ を調整することで透過ピーク周波数を変化させることができることである。透過率は角度依存するため、エタロンをビームに対して回転させることによっても周波数を変えることができる。
ファブリ・ペロー干渉計またはエタロンは光モデム、分光器、レーザー、天文学において応用されている。
似た機器にジル・トルノアのエタロンがある。

### 詳細な解析
右図に2つの透過光線、T0 はそのままエタロンを透過する光線、T1 は2回反射したのち透過する光線を示す。 光の振幅は1回反射されるごとに √R 倍、また1回透過するごとに √R 倍に減る。吸収は無いものと仮定すると、エネルギー保存則から T + R = 1 が要請される。以下では、 n はエタロン内部の屈折率、 n0 はエタロン外部の屈折率とする。また、 n > n0 を満たすものとする。点 a における入射光の振幅を 1 とし、光の振幅をフェーザ表示を用いて表わすものとする。すると、点 b における透過光の振幅は以下のようになる。
{\displaystyle t_{0}=T\,e^{ik\ell /\cos \theta }}
ここで、エタロン内部における波数 {\displaystyle k=2\pi n/\lambda } を用いた。 λは真空中での光の波長である。同様に、点cでの透過光の振幅は以下のようになる。
{\displaystyle t'_{1}=TR\,e^{3ik\ell /\cos \theta }}
2つの光線の方向に垂直な線上における振幅を足し合わせれば、透過光の全体の振幅が得られる。よって、点bにおける振幅 t0 と、点cにおける振幅  t′1 から位相が {\displaystyle k_{0}\ell _{0}} （{\displaystyle k_{0}=2\pi n_{0}/\lambda } はエタロン外部における波数）だけ遅れた振幅を足し合わせることになる。つまり、次の振幅を t0 と足しあわせる。
{\displaystyle t_{1}=TR\,e^{3ik\ell /\cos \theta -ik_{0}\ell _{0}}}
ここで ℓ0 は次のように得られる。
{\displaystyle \ell _{0}=2\ell \tan \theta \sin \theta _{0}\,}
この2つの光線の間の位相差は
{\displaystyle \delta ={2k\ell  \over \cos \theta }-k_{0}\ell _{0}\,}
θ と θ0 間の関係はスネルの法則により
{\displaystyle n\sin \theta =n_{0}\sin \theta _{0}\,}
よって、位相差は次のように書ける。
{\displaystyle \delta =2k\ell \,\cos \theta \,}
ここまでにみてきた係数をくりかえし掛け合わせれば、m次の透過光線の振幅は以下のように得られる。
{\displaystyle t_{m}=TR^{m}e^{im\delta }\,}
よって、透過光全体の振幅はこれらを全て足し上げて得られ、以下のようになる。
{\displaystyle t=\sum _{m=0}^{\infty }t_{m}=T\sum _{m=0}^{\infty }R^{m}\,e^{im\delta }}
幾何級数を解くと、さらに次のように書き下される。
{\displaystyle t={\frac {T}{1-Re^{i\delta }}}}.
透過光の強度は t とその複素共役を掛け合せれば得られる。入射光の振幅を1としたので、透過係数は以下のように得られる。
{\displaystyle T_{e}=tt^{*}={\frac {T^{2}}{1+R^{2}-2R\cos \delta }}}
キャビティが非対称の場合、つまり2つの反射面の反射率が異なる場合は次のように一般化される。
{\displaystyle T_{e}={\frac {T_{1}T_{2}}{1+R_{1}R_{2}-2{\sqrt {R_{1}R_{2}}}\cos \delta }}}

### 透過係数の別の表現
{\displaystyle \gamma =\ln \left({\frac {1}{R}}\right)} と定義すれば、上式は次のように書き換えられる。
{\displaystyle T_{e}={\frac {T^{2}}{1-R^{2}}}\left({\frac {\sinh \gamma }{\cosh \gamma -\cos \delta }}\right)}
第二項は巻き込みローレンツ分布の定数倍であるから、透過係数はローレンツ関数により展開できる。
{\displaystyle T_{e}={\frac {2\pi \,T^{2}}{1-R^{2}}}\,\sum _{\ell =-\infty }^{\infty }L(\delta -2\pi \ell ;\gamma )}
ここで、ローレンツ関数は以下のように定義される。
{\displaystyle L(x;\gamma )={\frac {\gamma }{\pi (x^{2}+\gamma ^{2})}}}.